# Arroyo de las Tunas (Río Arapey)
Der Arroyo de las Tunas ist ein Fluss in Uruguay.
Er entspringt auf dem Gebiet des Departamento Salto in der Cuchilla de Salto westlich des Cerro Tres Cerros bzw. nordwestlich der Quelle des Arroyo Valentín Chico. Von dort verläuft er in nördliche Richtung, unterquert die Ruta 31 und passiert sowohl den Cerro Chato als auch wenige Kilometer vor seiner Mündung den Cerro de la Glorieta westlich. Im weiteren Verlauf trifft er mit dem Arroyo Valentín Chico zusammen. Er mündet schließlich als linksseitiger Nebenfluss beim Paso de las Piedras in den Río Arapey.